# Coluna de Bertin

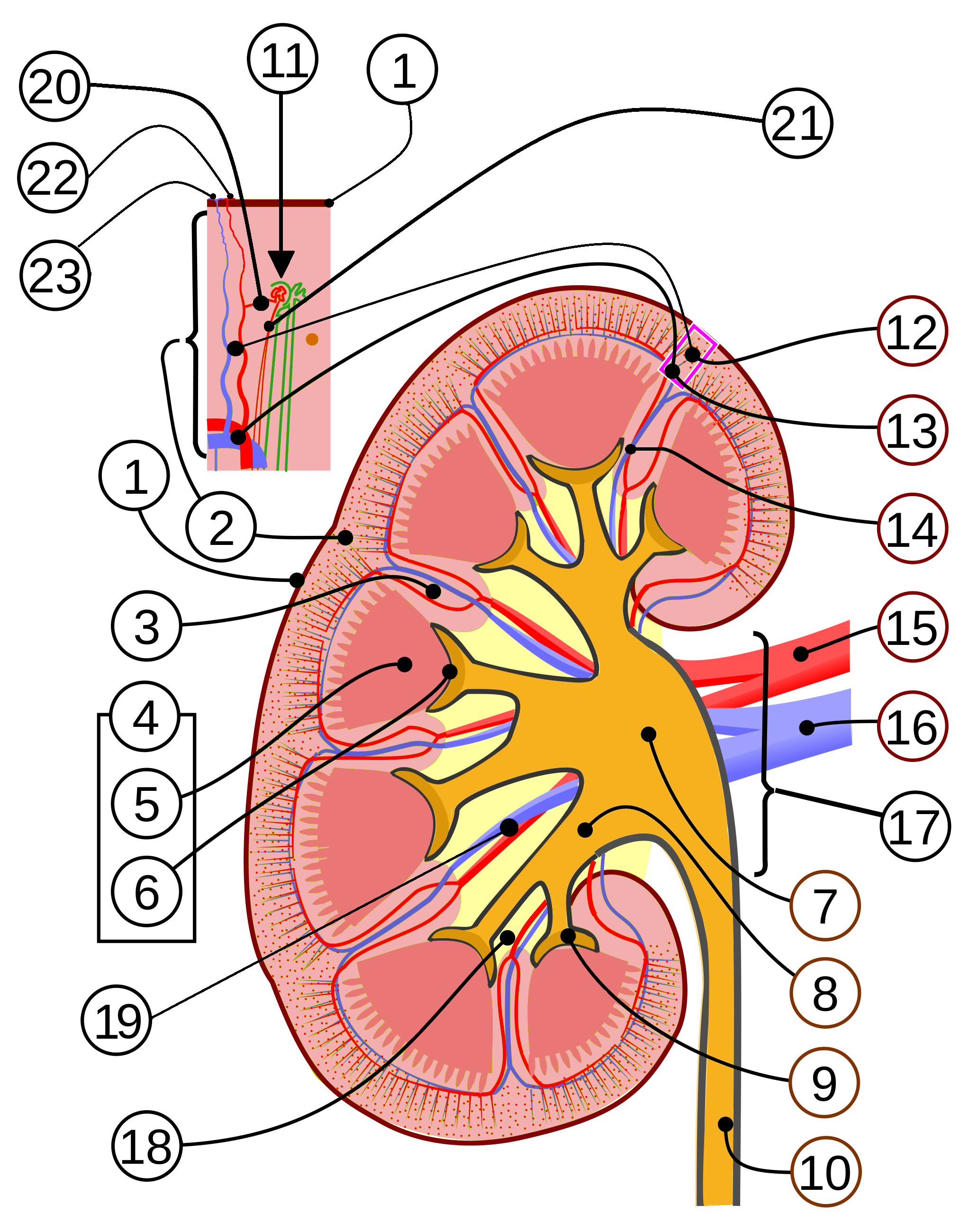
Partes do rim:
1. Cápsula renal
2. Córtex renal
3. Coluna de Bertin
4. Medula renal
5. Pirâmide renal
6. Papila renal
7. Pelve renal
8. Cálice maior
9. Cálice menor
10. Ureter
11. Corpúsculo renal
12. Veia interlobular e Artéria interlobular
13. Veia arqueada e Artéria arqueada
14. Veia interlobar e Artéria interlobar
15. Artéria renal
16. Veia renal
17. Hilo renal
18. Seio renal
19. Veia segmentar e Artéria segmentar
20. Arteríola aferente
21. Arteríola eferente
22. Artéria radial perfurante
23. Veia estrelada

Em anatomia renal, coluna de Bertin ou coluna renal, é a porção do córtex renal que fica entre as duas pirâmides renais. Seu reconhecimento é fundamental em radiologia e diagnóstico por imagem, pois sua eventual hipertrofia (uma alteração sem significado clínico ou patológico observado em até 20% da população), pode simular uma lesão tumoral na verdade inexistente.
Seu nome é uma homenagem ao anatomista francês Exupère Joseph Bertin, o primeiro a descrever sua anatomia, em 1744.